# Bork Festival
Bork Festival, indtil 2018 Bork Havn Musikfestival, er en musikfestival, der afholdes ved Bork Havn mellem Tarm og Nørre Nebel ved sydenden af Ringkøbing Fjord. Festivalen finder altid sted i uge 31.
Festivalen der startede som en havnefest har været arrangeret siden 1979 og arrangeres af de lokale idrætsforeninger, der er samlet i Bork Forenede Klubber. Festivalen foregår i tre store telte, hvor der er plads til 3.800 gæster i det største; Der er en festivalcampingplads med plads til cirka 4.500 mennesker. Indtil 2012 blev den afholdt selve havnen, men siden er den flyttet til en festivalplads lige uden for byskiltet.
Blandt de navne som igennem årene har spillet på festivalen er bl.a. Kelly Rowland, Nephew, Kashmir, Poul Krebs, Gnags, Lisa Ekdahl, The Cardigans, Runrig, Lars Lilholt, Johnny Madsen, Allan Olsen, Birthe Kjær, Teddy Edelmann, Jodle Birge, Michael Falch og Bitch Boys, Shubidua, Freja, Nikolaj & Piloterne, Kim Larsen, Big Fat Snake, Tim Christensen, Savage Affair, tv·2, Spar 2, Carpark North, Sanne Salomonsen, Saybia, Christian, Marie Frank, Peter Sommer, Kira & The Kindred Spirits og Virgo, Tom Donovan m.fl.